# Klucki Ostrów
Klucki Ostrów – wyspa na Międzyodrzu między Odrą Wschodnią a Kanałem Kluckim na wysokości szczecińskiego osiedla Klucz.
Wraz z Kanałem Kluckim i niewielką wysepką Zaklucki Ostrówek wchodzi w skład użytku ekologicznego „Klucki Ostrów” o powierzchni 49,39 ha, położonego w Parku Krajobrazowym Dolina Dolnej Odry i jego otulinie. Ustanowiony 16 maja 1994 r. uchwałą Rady Miejskiej Szczecina. Celem ochrony jest zachowanie i odtwarzanie walorów przyrodniczych i krajobrazowych kompleksu łąk, szuwarów i turzycowisk pokrywających wyspę. Położenie w Dolinie Dolnej Odry sprawia, że jest ważnym fragmentem korytarza ekologicznego dla ptactwa.